# Лейтсо, Тайрон
Тайрон Лейтсо (англ. Tyron Leitso; 7 января 1976, Ванкувер) — канадский актёр.

## Биография
Тайрон Лейтсо родился в Северном Ванкувере (Британская Колумбия, Канада). Посещал среднюю школу Терри Фокса (англ. Terry Fox Secondary School). В возрасте 18 лет начал сниматься в рекламе и работать в качестве фотомодели.
Первой крупной ролью актёра на телевидении стал сериал «Эджмонт» 2001 года, в котором он играл на протяжении семи эпизодов. В том же году Лейтсо сыграл Прекрасного принца Альфреда в телевизионном фильме «Белоснежка» режиссёра Кэролайн Томпсон.  Затем последовали ведущие роли в сериалах «Динотопия» и «Чудопад».
В начале 2000-х познакомился с немецким режиссёром Уве Боллом, впоследствии актёр снимался во многих его фильмах, начиная с «Дома мёртвых» (2003).
С 2009 по 2011 играл роль Итана Уэйкфилда, друга главной героини, в сериале «Быть Эрикой».
В 2015 завершил актёрскую карьеру.

## Личная жизнь
Известно, что Лейтсо поддерживал дружеские отношения с Уэнтуортом Миллером, коллегой по «Динотопии».

## Фильмография
| Год       |    | Русское название         | Оригинальное название               | Роль           |
| --------- | -- | ------------------------ | ----------------------------------- | -------------- |
| 1998      | с  | На волне успеха          | Breaker High                        | Брент Харди    |
| 1998—1999 | с  | Первая волна             | First Wave                          | Дэвид / Питер  |
| 2000      | тф | История Джона Денвера    | Take Me Home: The John Denver Story | студент        |
| 2001      | с  | Таинственные пути        | Mysterious Ways                     | Брент          |
| 2001      | с  | Эджмонт                  | Edgemont                            | Дерек МакМэхон |
| 2001      | тф | Белоснежка               | Snow White                          | принц Альфред  |
| 2002      | с  | Динотопия                | Dinotopia                           | Карл Скотт     |
| 2003      | ф  | Моя жизнь без меня       | My Life Without Me                  | парень в баре  |
| 2003      | ф  | Дом мёртвых              | House of the Dead                   | Саймон         |
| 2004      | с  | Чудопад                  | Wonderfalls                         | Эрик Готс      |
| 2006      | с  | Мастера ужасов           | Masters of Horror                   | Роб Хэнисей    |
| 2007      | ф  | Бладрейн 2: Освобождение | BloodRayne: Deliverance             | Флитвуд        |
| 2007      | ф  | Сид: Месть восставшего   | Seed                                | Джеффри        |
| 2008      | ф  | Фар Край                 | Far Cry                             | учёный         |
| 2009—2011 | с  | Быть Эрикой              | Being Erica                         | Итан Уэйкфилд  |
| 2013      | ф  | Нападение на Уолл-Стрит  | Assault on Wall Street              | Сполдинг Смит  |
| 2014      | тф | Собаки моих бывших       | My Boyfriends' Dogs                 | Коул           |